# Symbol Jacobiego
Symbol Jacobiego – uogólnienie symbolu Legendre’a na liczby nieparzyste niekoniecznie pierwsze:
jeśli rozkład {\displaystyle n} na czynniki pierwsze to {\displaystyle p_{1}^{c_{1}}p_{2}^{c_{2}}\cdots p_{k}^{c_{k}},} to symbol Jacobiego jest równy przez symbol Legendre’a:
{\displaystyle \left({\frac {a}{n}}\right)=\left({\frac {a}{p_{1}}}\right)^{c_{1}}\left({\frac {a}{p_{2}}}\right)^{c_{2}}\cdots \left({\frac {a}{p_{k}}}\right)^{c_{k}}}
Można zauważyć, że jeśli {\displaystyle n} jest pierwsze, symbol Jacobiego jest równy symbolowi Legendre’a.
Własności:
Jeśli {\displaystyle a=b\mod n,} to {\displaystyle \left({\frac {a}{n}}\right)=\left({\frac {b}{n}}\right)}
{\displaystyle \left({\frac {a}{n}}\right)=0} wtedy i tylko wtedy, gdy {\displaystyle a} i {\displaystyle n} nie są względnie pierwsze
{\displaystyle \left({\frac {ab}{n}}\right)=\left({\frac {a}{n}}\right)\left({\frac {b}{n}}\right)}
{\displaystyle \left({\frac {a}{mn}}\right)=\left({\frac {a}{m}}\right)\left({\frac {a}{n}}\right)}
{\displaystyle \left({\frac {1}{n}}\right)=1}
{\displaystyle \left({\frac {-1}{n}}\right)=1} jeśli {\displaystyle n=1\mod 4}
{\displaystyle \left({\frac {-1}{n}}\right)=-1} jeśli {\displaystyle n=3\mod 4}
{\displaystyle \left({\frac {2}{n}}\right)=1} jeśli {\displaystyle n=1\mod 8} lub {\displaystyle n=7\mod 8}
{\displaystyle \left({\frac {2}{n}}\right)=-1} jeśli {\displaystyle n=3\mod 8} lub {\displaystyle n=5\mod 8}
Zachodzi też odpowiednio uogólnione prawo wzajemności reszt kwadratowych:
{\displaystyle \left({\frac {m}{n}}\right)=\left({\frac {n}{m}}\right)(-1)^{\frac {(m-1)(n-1)}{4}}}
Choć w definicji symbolu Jacobiego występuje faktoryzacja, istnieje jednak szybki algorytm obliczania go bez użycia faktoryzacji. Zauważmy, że ({\displaystyle y} nieparzyste):
{\displaystyle \left({\frac {2^{x}y}{n}}\right)=\left({\frac {2^{x}}{n}}\right)\left({\frac {y}{n}}\right)=\left({\frac {2}{n}}\right)^{x}\left({\frac {n}{y}}\right)(-1)^{(n-1)(y-1)/4}=\left({\frac {2}{n}}\right)^{x}\left({\frac {n{\bmod {y}}}{y}}\right)(-1)^{(n-1)(y-1)/4}=\left({\frac {n{\bmod {y}}}{y}}\right)(-1)^{(n-1)(x(n+1)+2(y-1))/8}}
Na podstawie tego wzoru można zbudować rekurencyjny algorytm (wszystkie dzielenia i reszty modulo z wyjątkiem {\displaystyle n{\bmod {y}}} to w rzeczywistości proste operacje bitowe):
```
Symbol-Jacobiego(a,n)
  if even(n)
    throw Błąd
  if a == 0
    return 0
  if a == 1
    return 1
  x = 0
  y = a
  while even(y)
    y = y / 2
    x = x + 1
  if odd(x) and (n mod 8 == 3 or n mod 8 == 5)
    wynik = -1
  else
    wynik = 1
  if n mod 4 == 3 and y mod 4 == 3
    wynik = -wynik
  if y == 1
    return wynik
  else
    return wynik * Symbol-Jacobiego(n mod y, y)

```